# Megabiston convergens
Megabiston convergens är en fjärilsart som beskrevs av Thierry-mieg 1916. Megabiston convergens ingår i släktet Megabiston och familjen mätare. Inga underarter finns listade i Catalogue of Life.